# Куаранті
Куаранті (італ. Quaranti, п'єм. Quaranti) — муніципалітет в Італії, у регіоні П'ємонт,  провінція Асті.
Куаранті розташоване на відстані близько 460 км на північний захід від Рима, 70 км на південний схід від Турина, 26 км на південний схід від Асті.
Населення — 185 осіб (2014).
Щорічний фестиваль відбувається 10 серпня. Покровитель — Святий Лаврентій.

## Демографія
Населення за роками:

Станом на 1 січня 2023 року в муніципалітеті офіційно проживало 9 іноземців з 4 країн, серед них 6 громадян країн Євросоюзу.

## Сусідні муніципалітети
- Аліче-Бель-Колле
- Кастеллетто-Моліна
- Фонтаніле
- Момбаруццо
- Рикальдоне